# خان أمير (شيروان)
خان امیر (بالفارسية: خان امیر) هي مستوطنة تقع في إيران في قسم شیروان الريفي. يقدر عدد سكانها بـ 128 نسمة .